# Natalia Ramírez
Natalia Ramírez Arana (Bogotá, 3 de agosto de 1966) es una actriz colombiana, conocida por el papel de Marcela Valencia en la telenovela Yo soy Betty, la fea.

## Vida artística
Natalia Ramírez desde pequeña tuvo interés por la música, así que comenzó a estudiar canto en un conservatorio. Luego, a los 13 años de edad participó de un programa de telerrealidad de música colombiano y resultó ganadora.
Cuando finalizó los estudios secundarios en el Instituto Pedagógico Nacional hizo la carrera de publicidad.
En el año 1987 se presentó a un casting de televisión para un papel en la telenovela "Quieta Margarita" y lo ganó. Allí comenzó formalmente su carrera artística. 
En 1999 representó a su país en el Festival OTI realizado en San José, Costa Rica con la canción "Amor por Latinoamérica".
Un papel importante en su carrera es el de Marcela Valencia, que interpretó en la telenovela Yo soy Betty, la fea.

## Filmografía

### Televisión
| Año       | Título                              | Personaje                                |
| --------- | ----------------------------------- | ---------------------------------------- |
| 1987      | Décimo grado                        | Natalia Moncada                          |
| 1988-1989 | Quieta Margarita                    | Sara "Sarita" Montiel                    |
| 1990      | No juegues con mi vida              | Amelia Duarte                            |
| 1990-1991 | El pasado no perdona                | Ximena Santamaría                        |
| 1991      | La vida secreta de Adriano Espeleta | Tania                                    |
| 1991      | Muchachitas                         | Ella misma                               |
| 1992      | Inseparables                        | María Belén "Maribel" Peralta            |
| 1992-1993 | Lucerito                            | Angélica Posada                          |
| 1993-1994 | Mi única verdad                     | Lina Paz                                 |
| 1995-1996 | Si nos dejan                        | Cristina Posada                          |
| 1996      | Las ejecutivas                      | María Clara Ortega                       |
| 1998-1999 | El amor es más fuerte               | Carolina Toro                            |
| 1999-2001 | Yo soy Betty, la fea                | Marcela Valencia                         |
| 2001      | Solterita y a la orden              | Josefa Barrios, Participación especial   |
| 2002      | Mi pequeña mamá                     | Chantal Vandervild                       |
| 2003      | Dr. Amor                            | Rosario Vargas Bustamante                |
| 2004-2005 | Negra consentida                    | Isabel Vélez de Aristiguieta             |
| 2005      | Al filo de la ley                   | Bárbara Ruíz                             |
| 2006      | Amor a palos                        | Magdalena Lam de Soriano                 |
| 2008      | Novia para dos                      | Silvia de Rugeles                        |
| 2010      | Perro amor                          | Rosario Pinoz de Santana                 |
| 2011-2012 | Corazón apasionado                  | Sonia Alcázar de Rey                     |
| 2012      | Historias clasificadas              | Paula, Episodio: Dinero Sucio            |
| 2012-2013 | Rosario                             | Magdalena Pérez Vda. De Miranda          |
| 2013      | La prepago                          | María del Pilar Bustamante               |
| 2015      | ¿Quién mató a Patricia Soler?       | Carmen Sinisterra Rivas                  |
| 2016-2017 | Las Vega's                          | Verónica María Bolaños Ríos Vda. de Vega |
| 2017      | Venganza                            | Paula Urrea                              |
| 2018      | La ley del corazón 2                | Rebeca de Vallejo                        |
| 2020      | Enfermeras                          | Viviana Leyton / Griselda Meneses        |
| 2020      | Verdad oculta                       | Clara de Motta                           |
| 2023-2024 | Manes                               | Eugenia                                  |
| 2024-2025 | Betty, la fea: la historia continúa | Marcela Valencia                         |

## Reality
| Año  | Título               | Rol          |
| ---- | -------------------- | ------------ |
| 2022 | MasterChef Celebrity | Participante |

## Musicales
| Año  | Musical                          |
| ---- | -------------------------------- |
| 1983 | Telectronico Musical             |
| 1985 | El club de la televisión musical |
| 1986 | Disco platino musical            |
| 1987 | El mundo de Ana y Jaime Musical  |
| 2007 | Duelo de famosos Musical         |

## Teatro
| Año       | Teatro                                      |
| --------- | ------------------------------------------- |
| 1991      | Sor...prendidas                             |
| 2001      | Estado Civil...Infiel                       |
| 2012      | Una muchacha con la cabeza llena de pájaros |
| 2017-2019 | Betty, la fea en teatro                     |
| 2020      | El diván rojo                               |
| 2022      | Juntas otra vez                             |

## Premios obtenidos

### Premios TVyNovelas
| Año  | Categoría                             | Telenovela o Serie   | Resultado |
| ---- | ------------------------------------- | -------------------- | --------- |
| 2001 | Mejor actriz antagónica de telenovela | Yo soy Betty, la fea | Ganadora  |